# メアリー・シェアー
メアリー・シェアー（Mary Scheer, 1963年3月19日 - ）は、アメリカ合衆国出身の女優である。

## 出演作品

### 映画
- ビトウィーン・トゥ・ファーンズ: ザ・ムービー Between Two Ferns: The Movie (2019)

### テレビ
- ICarly（マリッサ・ベンソン）
- ザ・ペンギンズ from マダガスカル（アリス）